# Blanka (chanson)
Pour les articles homonymes, voir Blanka.
Singles de PNL
Tahia
(2019)
Pistes de Deux frères
Chang
(3) 91's
(5)
Blanka est une chanson du groupe de rap français PNL, sortie le 2 août 2019. Elle est le quatrième extrait de leur troisième album Deux frères. Le titre est certifié single de platine.

## Historique
Dans la lignée de ce qui a été fait avec les autres singles, la date et l'heure de sortie du single sont annoncés à l'avance sur les réseaux sociaux,.
Le nom du morceau est issu du personnage éponyme de fiction issu de la série Street Fighter. Pour l'occasion, Sony a offert un essai gratuit du jeu sur PlayStation.

## Clip
Le clip est tourné en Jamaïque.

## Certification
| Région | Certification | Ventes/Streams |
| ------ | ------------- | -------------- |
| France | Diamant       | 50 000 000*    |